# Monastir (délégation)
Pour les articles homonymes, voir Monastir (homonymie).
Monastir est une délégation tunisienne dépendant du gouvernorat de Monastir.
| Hommes | Classe d’âge | Femmes |
| ------ | ------------ | ------ |
| 1 413  | 75 ou +      | 1 873  |
| 6 412  | 60-74 ans    | 6 051  |
| 10 049 | 45-59 ans    | 10 514 |
| 10 370 | 30-44 ans    | 12 391 |
| 13 096 | 15-29 ans    | 14 787 |
| 11 765 | 0-14 ans     | 11 363 |